# Thief (jeu vidéo)
Pour les articles homonymes, voir Thief.
Ne doit pas être confondu avec la série de jeux vidéo Thief
Thief est un jeu vidéo d'infiltration en vue à la première personne développé par Eidos Montréal et édité par Square Enix. Le jeu est un reboot de la franchise éponyme et se déroule dans un univers de dark fantasy inspiré par l'époque victorienne et l’esthétique steampunk.
Il est sorti sur PC, PlayStation 3, PlayStation 4, Xbox 360 et Xbox One le 25 février 2014 en Amérique du Nord, et le 28 février 2014 en Europe.

## Synopsis
Un an après une mission qui a tourné au drame, le maître-voleur Garrett revient dans la Cité alors qu'il ne se souvient pas ce qui lui est arrivé pendant ce laps de temps. Tout en remplissant des contrats, il va malgré lui déterrer des secrets inavouables dans cette ville où les habitants sont frappés par une maladie inconnue.

## Histoire
Garrett a été engagé pour voler un objet spécial dans la demeure du Baron Elias Northcrest, le grand dirigeant de la Cité, une ville au fonctionnement féodal tyrannique. Au cours de cette mission le maître voleur se met à collaborer avec une personne qui pourrait être ce qui se rapproche le plus d'une amie : Erin, voleuse de talent dont les méthodes sont souvent sources de différends entre les deux enfants des ombres. Au cours de cette mission ces différends sont la source d'un événement en apparence mystique qui va selon toute apparence causer la mort d'Erin ainsi qu'une absence inexplicable de Garrett de la ville pendant toute une année. Rongé par le remords et la culpabilité de la mort de son amie, les doutes qui planent à nouveau sur la Cité et son absence qu'il ne s'explique pas, Garrett va se lancer dans une quête de réponses, de trésors et de mystères ...

## Système de jeu
Le joueur contrôle Garrett, un voleur très habile dont les capacités sont améliorables, dans le but de voler des « riches ».
Le joueur doit utiliser la furtivité afin de surmonter les défis, un affrontement direct, malgré un arc, étant risqué. Un certain nombre de chemins sont possibles à chaque niveau donné.
En fonction des méthodes utilisées il est possible de finir chaque niveau en adoptant un style particulier parmi les 3 possibles qui sont: fantôme, opportuniste et prédateur.

## Doublage
- Xavier Fagnon : Garrett
- Anne Massoteau : Erin
- Patrick Béthune : L'Attrape-Voleur en chef
- Christophe Lemoine : Basso
- Bernard Métraux : Orion/Aldous
- Stéphane Ronchewski : Madame Xiao-Xiao
- Patrick Borg : voix additionnelles
- Patrice Baudrier : voix additionnelles
- Sylvain Lemarié : voix aditionnelles

## Accueil
- Canard PC : 5/10[3]
- Destructoid : 7.5/10[4]
- Edge : 7/10[5]
- Electronic Gaming Monthly : 3,5/10[6]
- Game Informer: 8/10[7]
- GamesRadar+ : 3,5/5[8]
- GameSpot : 6/10[9]
- GameZone : 6,5/10[10]
- IGN : 6,8/10[11]
- Joystiq : 4/5[12]
- Polygon : 6/10[13]